# Botswana International 2018
Die Botswana International 2018 im Badminton fanden vom 22. bis zum 25. November 2018 in Gaborone statt. 

## Sieger und Platzierte
| Disziplin    | Gold                                    | Silber                               | Bronze                                |
| ------------ | --------------------------------------- | ------------------------------------ | ------------------------------------- |
| Herreneinzel | Ade Resky Dwicahyo                      | Azmy Qowimuramadhoni                 | Bahaedeen Ahmad Alshannik             |
| Herreneinzel | Ade Resky Dwicahyo                      | Azmy Qowimuramadhoni                 | Adham Hatem Elgamal                   |
| Dameneinzel  | Domou Amro                              | Ogar Siamupangila                    | Michelle Butler-Emmett                |
| Dameneinzel  | Domou Amro                              | Ogar Siamupangila                    | Ngandwe Miyambo                       |
| Herrendoppel | Ade Resky Dwicahyo Azmy Qowimuramadhoni | Mabo Donald Kalombo Mulenga          | Mark Banda Cheezwa Nakanda            |
| Herrendoppel | Ade Resky Dwicahyo Azmy Qowimuramadhoni | Mabo Donald Kalombo Mulenga          | Cedwyn Mosweu Kagiso Rantshadi        |
| Damendoppel  | Michelle Butler-Emmett Jennifer Fry     | Tessa Kabelo Tebogo Ndzinge          | Elizaberth Chipeleme Ngandwe Miyambo  |
| Damendoppel  | Michelle Butler-Emmett Jennifer Fry     | Tessa Kabelo Tebogo Ndzinge          | Evelyn Siamupangila Ogar Siamupangila |
| Mixed        | Andries Malan Jennifer Fry              | Bahaedeen Ahmad Alshannik Domou Amro | Kalombo Mulenga Elizaberth Chipeleme  |
| Mixed        | Andries Malan Jennifer Fry              | Bahaedeen Ahmad Alshannik Domou Amro | Jason Mann Michelle Butler-Emmett     |